# Floridoxenos monroensis

Floridoxenos monroensis (лат.) — реликтовый вид веерокрылых, единственный в составе монотипического рода Floridoxenos из семейства Corioxenidae (Strepsiptera). Флорида (США).

## Описание
Длина тела около 1,97 мм, длина крыла — 1,52 мм. Усики 7-члениковые с отростками (флабеллум) на 3-6-м сегментах. Жвалы отсутствуют. Глаза крупные, состоят из примерно 50 фасеток. Лапки без коготков, 4-члениковые. Предположительно паразитируют на насекомых. Вид был впервые описан в 1994 году английским энтомологом Дж. Катиритамби (Jeyaraney Kathirithamby; Department of Zoology, Oxford University, Оксфорд, Великобритания) и канадским зоологом Стюартом Пеком (Stewart B. Peck; Department of Biology, Carleton University, Оттава, Канада). Сходен с родом Blissoxenos, отличаясь жилкованием крыльев и строением усиков.